# Таганов, Дмитрий Анатольевич
Дмитрий Анатольевич Таганов (эрз. Дмитрий Тагановонь),  (родился 2 января 1971 года в Староборискино) — российский эрзянский поэт, врач.

## Биография
Родился 2 января 1971 года в селе Староборискино (Северный район Оренбургской области). В возрасте 9 лет переехал в Нижнекамск, где окончил среднюю школу. В 1990 году окончил Бугурусланское медицинское училище, затем поступил в Оренбургский государственный медицинский университет по профилю «Лечебное дело», специальность «Анестезиология — реанимация». Во время учёбы посещал с 1992 года занятия в областном литературном объединении имени В. И. Даля и опубликовал первый сборник стихов в саранском журнале «Сятко» («Искра») и газете «Оренбуржье». В 1998 году окончил Оренбургский медицинский институт, начал работу в больницах Оренбурга и Бугуруслана. С 2001 года Дмитрий Таганов является заведующим отделением реанимации Бугурусланской центральной районной больницы.
Таганов состоит в Союзе писателей России. Его стихи опубликованы в таких журналах, как «Чилисема», «Странник», «Дон», оренбургском альманахе «Гостиный двор», газетах «Эрзянь правда», «Эрзянь мастор», «Вечерний Оренбург», «Южный Урал», «Оренбуржье», «Оренбургская неделя», «Новое поколение» и других. Стихи Таганова вошли в сборники «Красный угол», «И с песней молодость вернётся», «Внуки вещего Бояна» (г. Оренбург), «О любви — Кельгомать колга — Вечкемадо» (г. Саранск), «Пöсь öö» (Горячая ночь, Таллинн). Тагановым выпущены на эрзянском сборники стихов «Сола вал» («Слово нежное», Саранск, 1997) и «Седейсэ тарка» («Место в сердце», 2009). Перевод стихов на русский осуществили Евгений Семичев, Диана Кан и Людмила Эсаулова (переводы Семичева в 2008 году вышли в самарском сборнике «Аргуван»).